# Toxonprucha
Toxonprucha is een geslacht van vlinders van de familie spinneruilen (Erebidae), uit de onderfamilie Calpinae.

## Soorten
- T. albociliatus Smith, 1903
- T. amoena Möschler, 1890
- T. clientis Grote, 1882
- T. crudelis Grote, 1882
- T. excavata Walker, 1865
- T. lacerta Druce, 1890
- T. repentis Grote, 1881
- T. strigalis Smith, 1903
- T. stunia Schaus, 1901
- T. volucris Grote, 1883